# Měsíčnice roční
Měsíčnice roční (Lunaria annua) je okrasná rostlina pěstovaná v zahradách pro své nafialovělé nevonné květy a okrouhlé dekorativní plody, které jsou po usušení velmi trvalé a používají se do suché vazby.

## Rozšíření
Rostlina pochází z jihu Evropy, z Apeninského a Balkánského poloostrova, kde vytváří bylinné patro ve vlhčích lesích, v zastíněných roklinách a na vlhčích úbočích skal. Byla šířena jako dekorativní rostlina téměř do celé Evropy a dále do Severní a Jižní Ameriky i do Austrálie. Na nových místech se ze zahrad často semeny samovolně šíří do okolí v blízkosti lidských sídel, vyrůstá na skládkách, rumištích i v příměstských lesích na lehkých, propustných a humusem dostatečně zásobených půdách. Přestože na slunečném stanovišti lépe prospívá a má hezčí květy, dobře snáší i polostín pod řídkými korunami stromů.

## Popis
Je to jednoletá nebo dvouletá bylina dorůstající do výšky od 30 do 100 cm. Přímá lodyha vyrůstá z tenkého kůlovitého kořene, je porostlá odstálými bělavými chlupy a bývá často již od báze větvená. Dolní listy vyrůstající vstřícně mají dlouhé řapíky. Jejich čepele mívající délku 2,5 až 10 cm a šířku 3 až 7,5 cm, jsou srdčitého tvaru, po obvodě nepravidelně pilovité až zubaté a na konci mají špičku. Horní listy jsou přisedlé, bez řapíků a vyrůstají střídavě. Listy jsou oboustranně drsně chlupaté.
Pravidelné oboupohlavné květy vyrůstají v postupně se rozvíjejících volných hroznovitých květenstvích, dlouhých až 20 cm, tvořených i několika desítkami květů. Uzavřený kalich o délce 5 až 9 mm je tvořen čtyřmi vzpřímenými kališními lístky, dvěma vnitřními a dvěma vnějšími. Koruna má čtyři purpurově fialové (vzácně i bílé) korunní lístky o délce 15 až 25 mm a šířce 8 až 10 mm. Ve květu je šest tyčinek s nitkami dlouhými až 8 mm zakončenými protáhlými prašníky. Štíhlé květní lůžko nesoucí pestík je dlouhé 8 až 18 mm. Svrchní jednodílný semeník je srostlý ze dvou plodolistů.
Kvete již v dubnu až červnu, opylování zajišťuje hmyz. Plody jsou ploché, eliptické, na obou koncích zaokrouhlené průhledné, stříbřité, podélně přepažené šešulky, veliké téměř 5 × 3 cm. Vyrůstající nejprve vzpřímeně na šikmo odstálých stopkách, později jsou převislé. Otvírají se v místě srůstu plodolistů, obsahují několik málo hnědých semen ledvinovitého tvaru obsahující alkaloidy lunarin a lunaridin.

## Pěstování
Rostlina se vysévá v letních měsících přímo na stanoviště, vytvoří se tak prvým rokem jen přízemní růžici listů a teprve druhým vyrostou květonosné lodyhy. Obnovovacími pupeny přezimují těsně při povrchu půdy. Ze semen vysetých na jaře sice většinou vyrůstají rostliny vykvetající ještě téhož roku, kvetou však jen málo. Lze ale malé rostlinky vyseté na jaře koncem léta přesadit, pak pokvetou až příštím rokem. Měsíčnice roční se pěstuje pro své květy a hlavně pro šešulky, ty se suší v zelené zralosti nebo po vypadání semen, jsou pak v suchých kyticích trvanlivé i několik let.

## Detaily

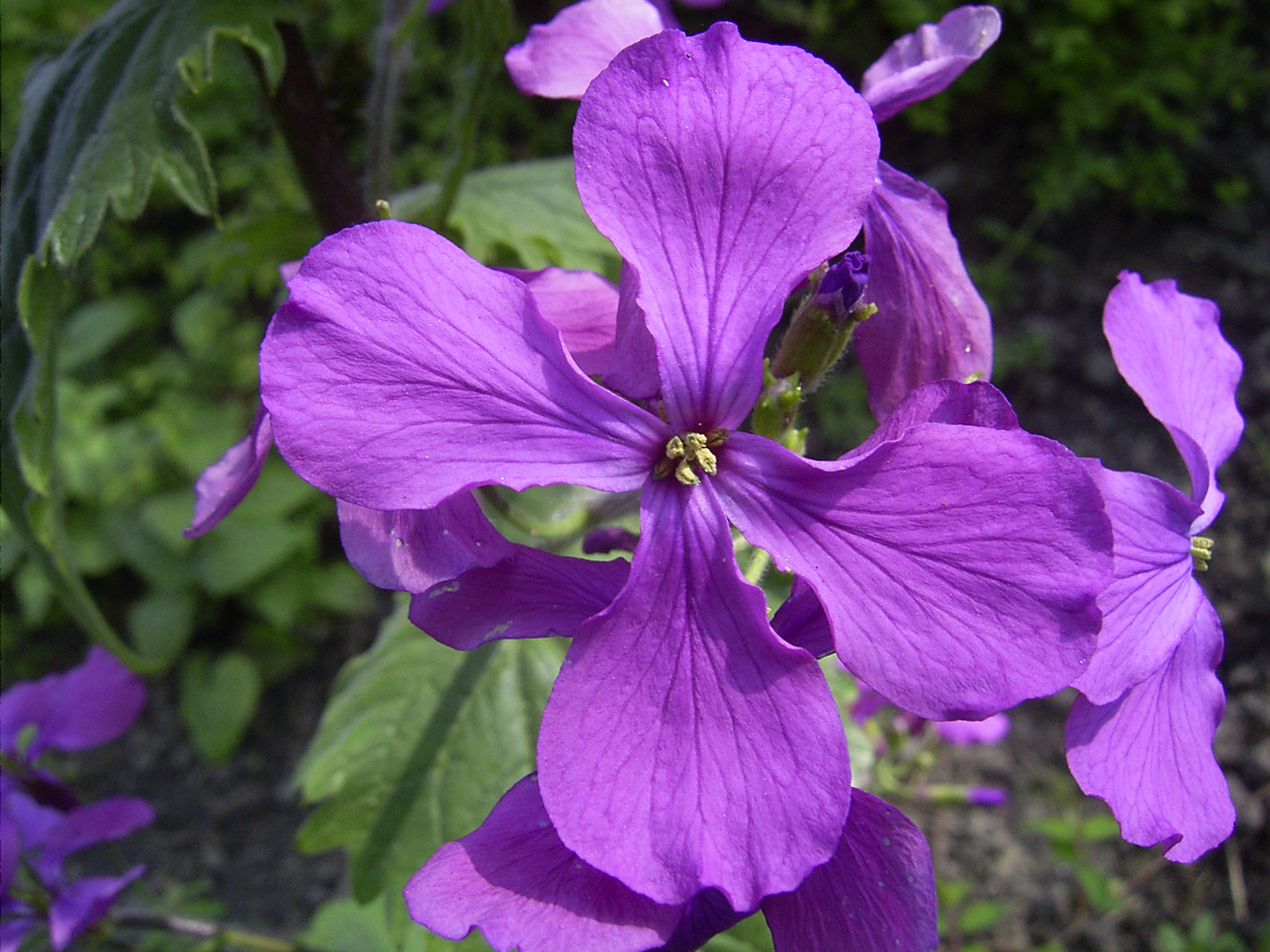
Květ
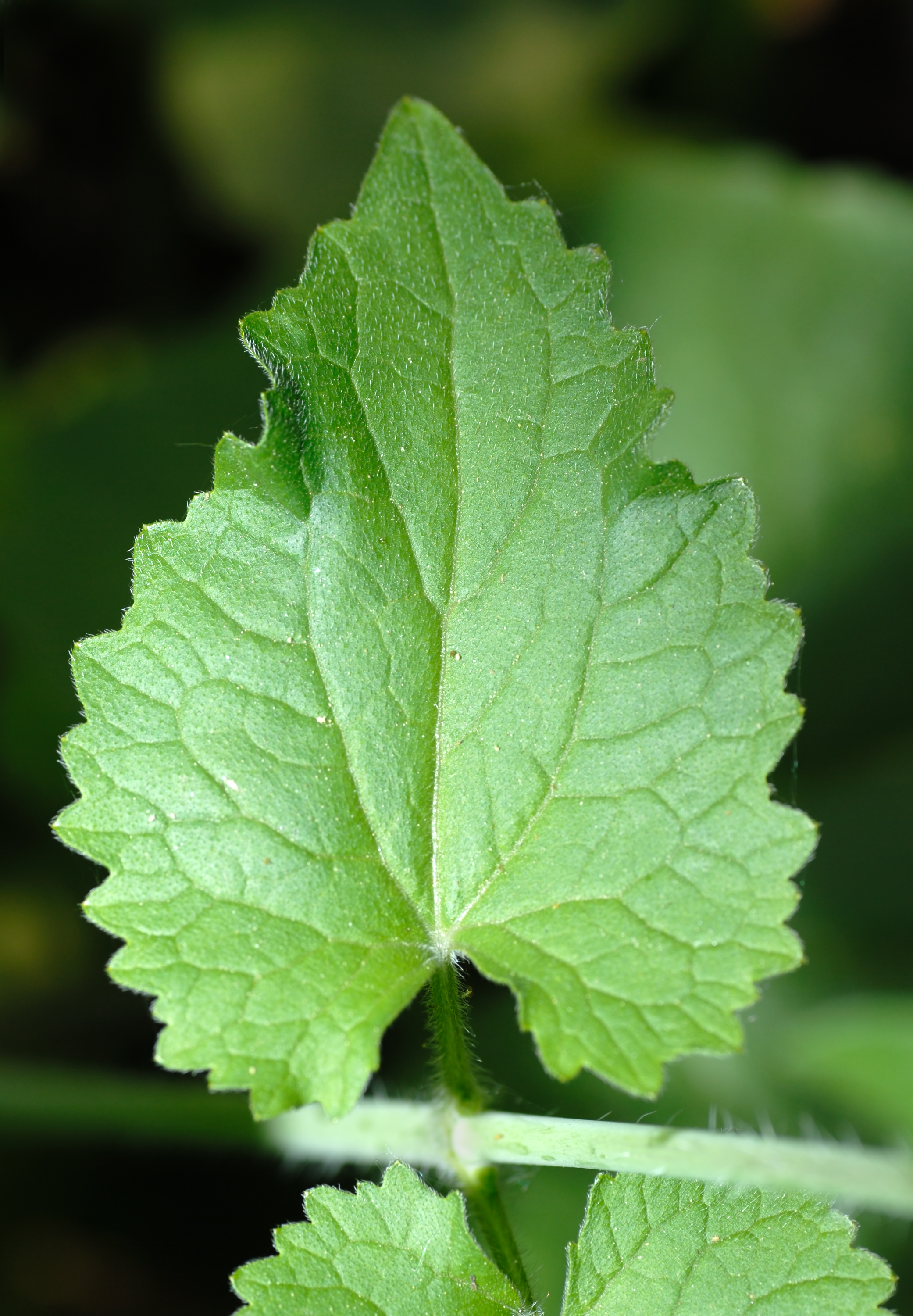
Dolní list
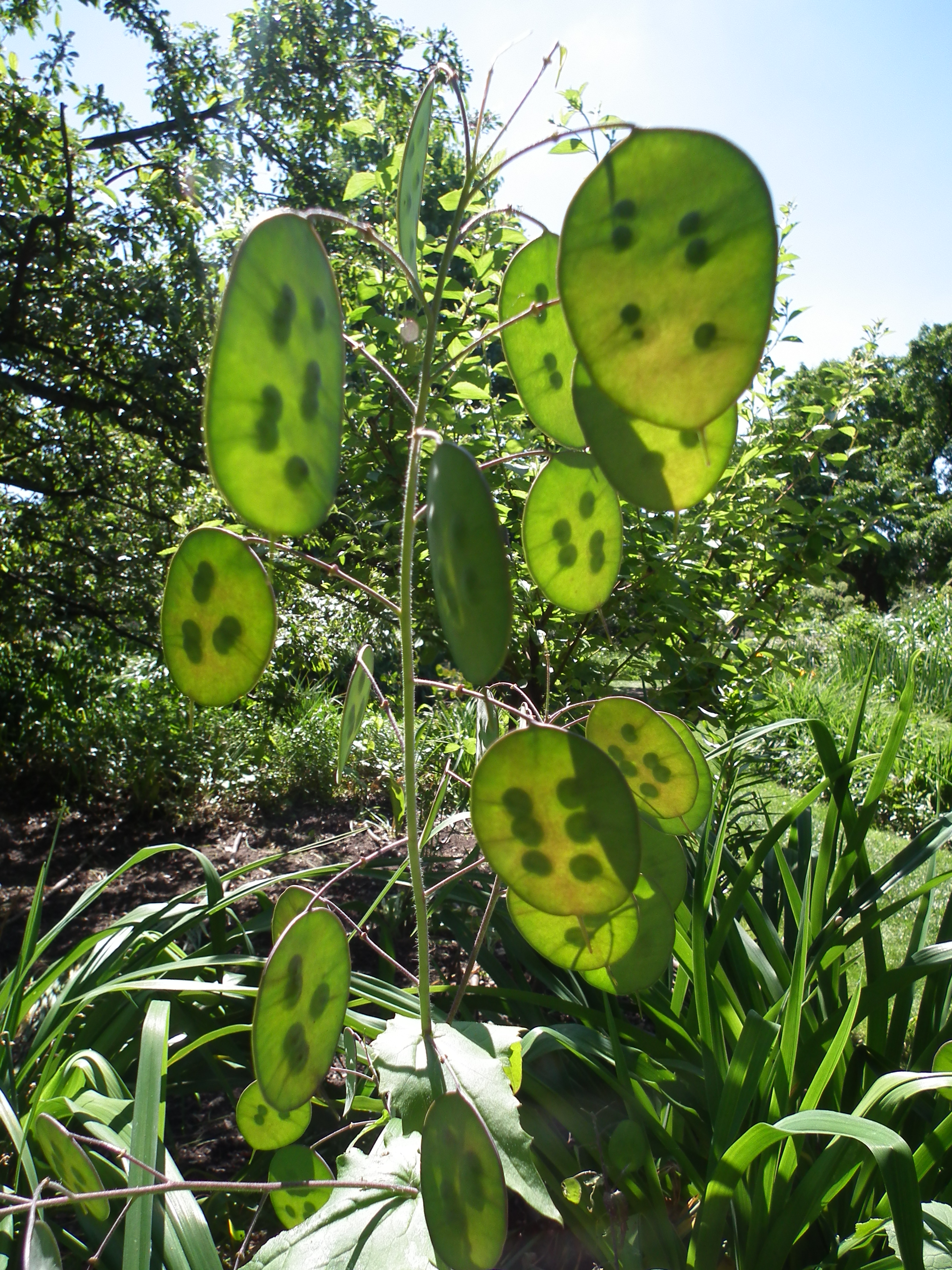
Nezralé šešulky
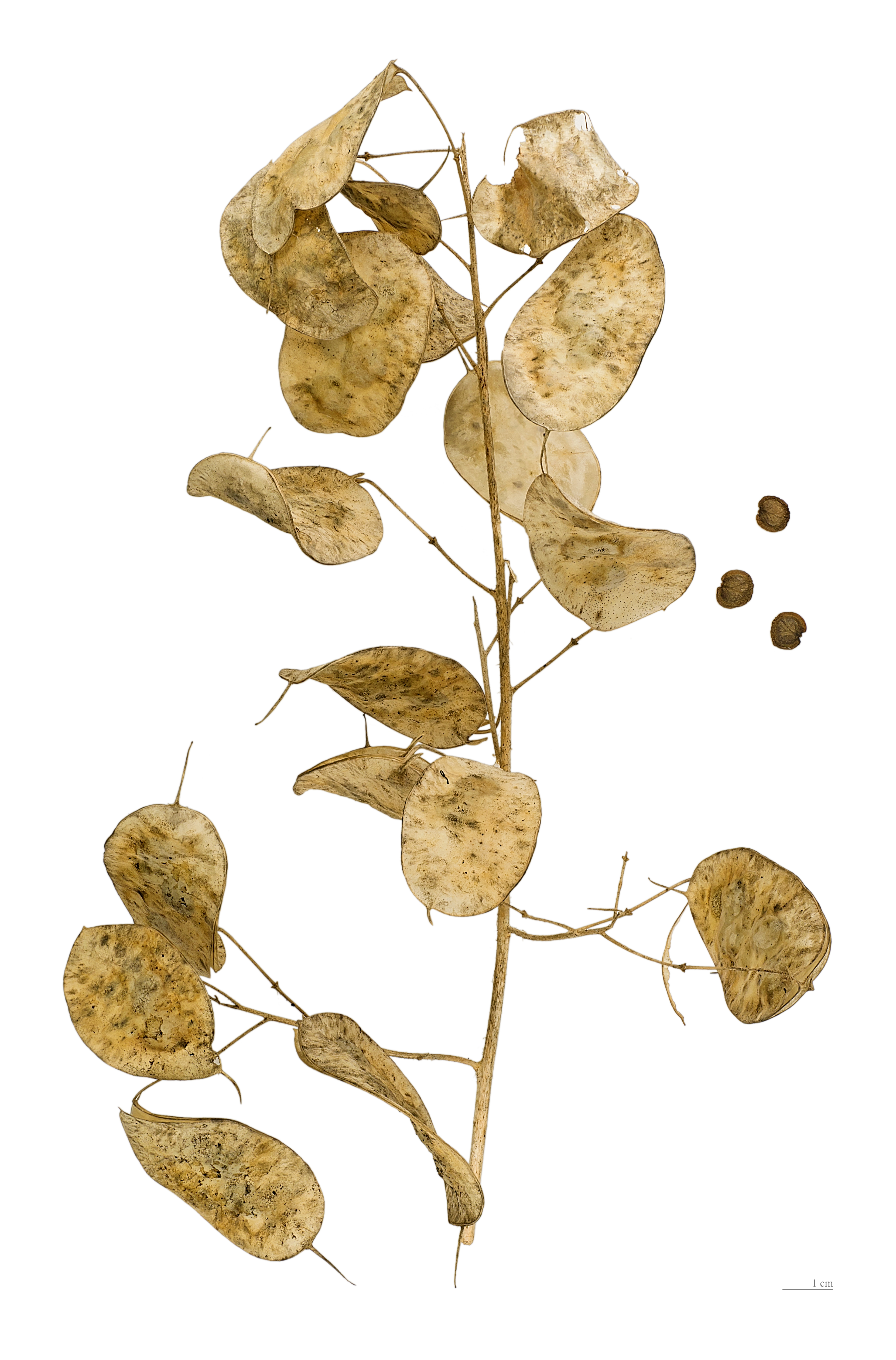
Zralé šešulky